# Roger Moore
Sir Roger George Moore (Londres, 14 de outubro de 1927 — Crans-Montana, 23 de maio de 2017) foi um ator inglês. Ele foi o terceiro ator a interpretar o agente secreto fictício de Ian Fleming, James Bond, na série de filmes da Eon Productions / MGM Studios, interpretando o personagem em sete longas-metragens: Live and Let Die (1973), The Man with the Golden Gun (1974), The Spy Who Loved Me (1977), Moonraker (1979), For Your Eyes Only (1981), Octopussy (1983) e A View to a Kill (1985). As sete aparições de Moore como Bond são o maior número de qualquer ator nas produções da Eon.
Na televisão, Moore desempenhou o papel principal de Simon Templar, o personagem-título da série britânica de suspense e mistério The Saint (1962–1969). Ele também teve papéis em séries americanas, incluindo Beau Maverick na série de faroeste Maverick (1960–1961), na qual substituiu James Garner como protagonista, e co-protagonista, com Tony Curtis, na comédia de ação The Persuaders! (1971–1972). Continuando a atuar nas décadas após sua aposentadoria da franquia Bond, a última aparição de Moore foi em um piloto de uma nova série de Saint, que se tornou um filme para a televisão em 2017.
Moore foi nomeado Embaixador da Boa Vontade da UNICEF em 1991 e foi condecorado cavaleiro pela Rainha Elizabeth II em 2003 por serviços prestados à caridade. Em 2007, ele recebeu uma estrela na Calçada da Fama de Hollywood por suas contribuições à indústria cinematográfica. Ele foi nomeado Comandante da Ordem das Artes e Letras pelo governo francês em 2008.

## Biografia
Roger George Moore nasceu em 14 de outubro de 1927 em Stockwell, Londres. Ele era filho único de George Alfred Moore (1904–1997), um policial baseado em Bow Street, Londres, e Lillian "Lily" Pope (1904–1986). Sua mãe nasceu em Calcutá, Índia, em uma família inglesa. Ele frequentou a Battersea Grammar School, mas foi evacuado para Holsworthy, em Devon, durante a Segunda Guerra Mundial, e frequentou o Launceston College, na Cornualha. Ele continuou seus estudos na Dr Challoner's Grammar School em Amersham, Buckinghamshire.
Moore foi aprendiz em um estúdio de animação, mas foi demitido após cometer um erro com algumas células de animação. Quando seu pai investigou um assalto na casa do diretor de cinema Brian Desmond Hurst, Moore foi apresentado ao diretor e contratado como figurante para o filme Caesar and Cleopatra de 1945. Enquanto estava lá, Moore atraiu fãs femininas fora das câmeras, e Hurst decidiu pagar os honorários de Moore na Academia Real de Arte Dramática. Moore passou três períodos na RADA, onde foi colega de classe de sua futura colega de elenco de Bond, Lois Maxwell, a Miss Moneypenny original. Durante o tempo em que esteve lá, ele desenvolveu o comportamento relaxado que se tornou sua persona na tela. Ele se formou na RADA em 1945.
Aos 18 anos, logo após o fim da Segunda Guerra Mundial, Moore foi convocado para o serviço nacional. Em 21 de setembro de 1946, ele foi comissionado no Royal Army Service Corps como segundo-tenente. Ele era um oficial na seção de entretenimento dos serviços combinados, eventualmente se tornando um capitão comandando um pequeno depósito na Alemanha Ocidental, onde cuidava dos artistas das forças armadas que passavam por Hamburgo.

## Carreira

### Primeiros trabalhos (1945–1953)
Moore fez sua estreia profissional em Perfect Strangers (1945), de Alexander Korda, ao lado dos atores Robert Donat, Deborah Kerr e Glynis Johns. Outras aparições iniciais não creditadas incluem Caesar and Cleopatra (1945), Gaiety George, Piccadilly Incident (ambos de 1946) e Trottie True (1949), em que ele apareceu ao lado de um Christopher Lee não creditado (ambos os atores foram escalados por Brian Desmond Hurst como Johnnies de porta de palco).
Em seu livro Last Man Standing: Tales from Tinseltown, Moore afirma que sua primeira aparição na televisão foi em 27 de março de 1949 em The Governess de Patrick Hamilton, uma transmissão ao vivo (como de costume naquela época), na qual desempenhou o papel secundário de Bob Drew. Outros atores do show incluem Clive Morton e Betty Ann Davies. Ele teve papéis não creditados em filmes como Paper Orchid e The Interrupted Journey (ambos de 1949). Ele participou do programa único Drawing-Room Detective na BBC TV (1950) e apareceu nos filmes One Wild Oat e Honeymoon Deferred (ambos de 1951).
No início da década de 1950, Moore trabalhou como modelo, aparecendo em anúncios impressos no Reino Unido para malhas (o que lhe rendeu o apelido de "The Big Knit")  e uma ampla gama de outros produtos, como pasta de dente.
Moore viajou para os Estados Unidos e começou a trabalhar na televisão. Ele apareceu em adaptações de Júlio César e Black Chiffon, e em dois episódios de Robert Montgomery Presents, bem como no filme para TV The Clay of Kings (todos de 1953).

### MGM (1954–1956)
Em março de 1954, a MGM assinou com Moore um contrato de sete anos. Ele começou seu contrato com a MGM com um pequeno papel em The Last Time I Saw Paris (1954), flertando com Elizabeth Taylor. Ele apareceu em Interrupted Melody, um filme biográfico sobre a recuperação da cantora de ópera Marjorie Lawrence da poliomielite, no qual foi anunciado em terceiro lugar, abaixo de Glenn Ford e Eleanor Parker, como o irmão de Lawrence, Cyril. No mesmo ano, ele desempenhou um papel coadjuvante no filme de capa e espada The King's Thief, estrelado por Ann Blyth, Edmund Purdom, David Niven e George Sanders.
No filme Diane de 1956, Moore foi anunciado em terceiro lugar novamente, desta vez sob o comando de Lana Turner e Pedro Armendariz, em uma peça de época do século XVI ambientada na França, com Moore interpretando o Príncipe Henrique, o futuro rei. Moore foi dispensado de seu contrato com a MGM dois anos depois do fracasso comercial e de crítica do filme. Nas suas próprias palavras, "Na MGM, RGM [Roger George Moore] era NBG [nada bom]".
Moore então trabalhou como freelancer por um tempo, aparecendo em episódios de Ford Star Jubilee (1956), Lux Video Theatre (1957) e Matinee Theatre (1957).

### Ivanhoe(1958–1959)
O primeiro sucesso de Moore foi interpretar o herói homônimo, Sir Wilfred de Ivanhoe, na série Ivanhoe de 1958-59, uma adaptação livre do romance romântico de 1819 de Sir Walter Scott, ambientado no século XII, durante a era de Ricardo Coração de Leão, investigando o conflito de Ivanhoe com o Príncipe João. Filmado principalmente na Inglaterra, nos estúdios Elstree e Buckinghamshire, parte do show também foi filmado na Califórnia devido a uma parceria com a Screen Gems da Columbia Studios. Destinado a um público mais jovem, o piloto foi filmado em cores, um reflexo do seu orçamento relativamente alto para uma série de aventura infantil britânica da época, mas os episódios subsequentes foram filmados em preto e branco. Christopher Lee e John Schlesinger estavam entre as estrelas convidadas do programa, e os atores regulares da série incluíam Robert Brown (que na década de 1980 interpretou M em vários filmes de James Bond) como o escudeiro Gurth, Peter Gilmore como Waldo Ivanhoe, Andrew Keir como o vilão Príncipe João e Bruce Seton como o nobre Rei Ricardo. Moore sofreu costelas quebradas e um golpe de machado de batalha em seu capacete enquanto realizava algumas de suas próprias acrobacias filmando uma temporada de 39 episódios de meia hora, e mais tarde relembrou: "Eu me senti um Charlie completo andando por aí com toda aquela armadura e aquele capacete emplumado idiota. Eu me senti como um bombeiro medieval."

### Warner Bros. (1959–1961)

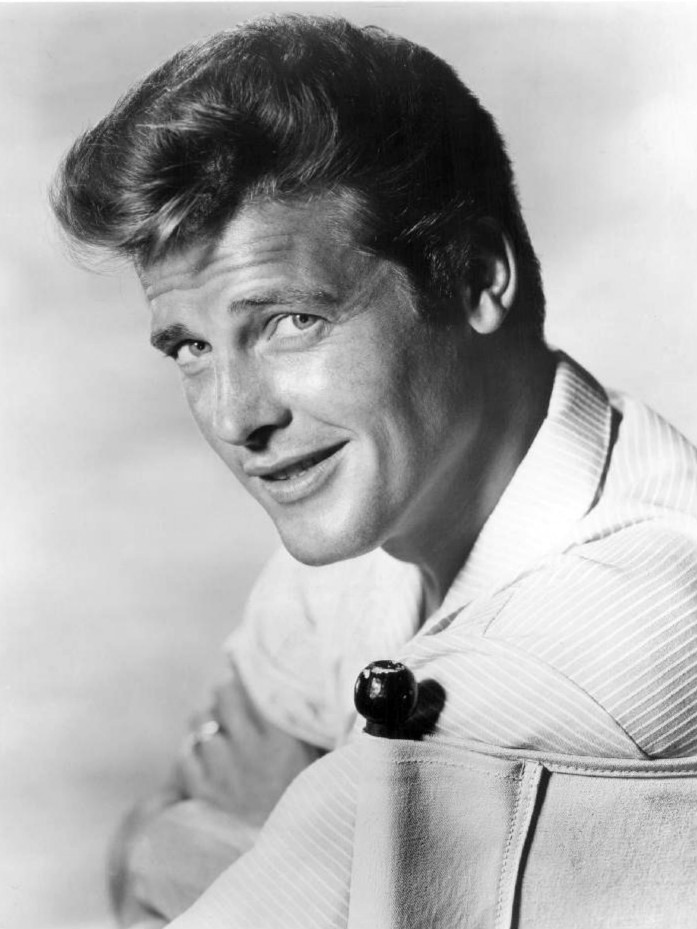
Moore em 1960

Depois disso, Moore passou alguns anos fazendo principalmente papéis pontuais em séries de televisão, incluindo um episódio de Alfred Hitchcock Presents em 1959 intitulado "The Avon Emeralds". Ele assinou outro contrato de longo prazo com um estúdio, desta vez com a Warner Bros.
Em 1959, ele assumiu o papel principal em The Miracle, uma versão da peça Das Mirakel para a Warner Bros. apresentando Carroll Baker como uma freira. O papel foi recusado por Dirk Bogarde. No mesmo ano, Moore foi dirigido por Arthur Hiller em "The Angry Young Man", um episódio da série de televisão The Third Man, estrelado por Michael Rennie como o gênio do crime Harry Lime, papel interpretado por Orson Welles na versão cinematográfica.

#### The Alaskans(1959–1960)

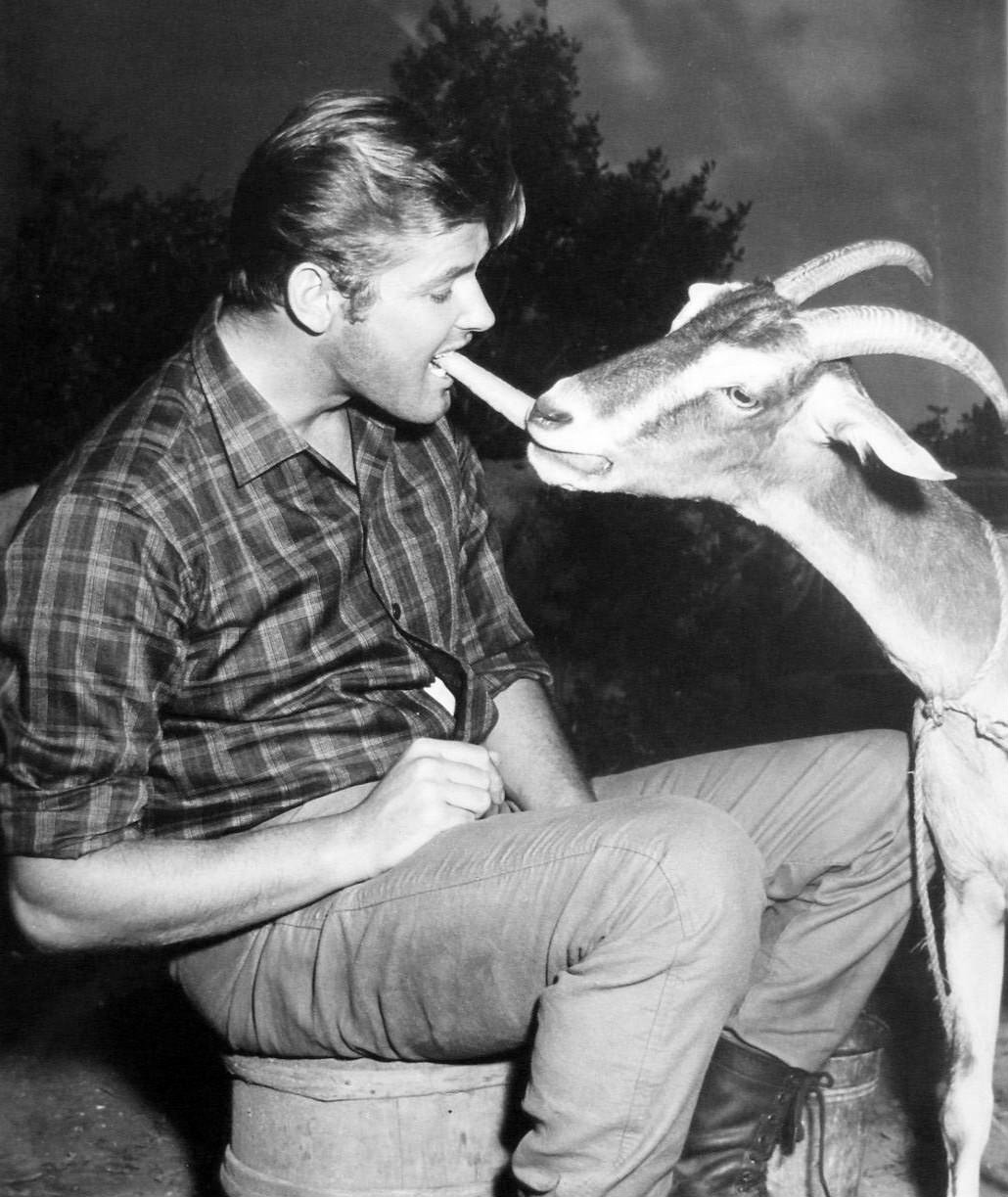
Moore em The Alaskans.

A próxima série de televisão de Moore envolveu interpretar o papel principal de "Silky" Harris no faroeste The Alaskans, da ABC/Warner Bros. de 1959–60, com os colegas de elenco Dorothy Provine como Rocky, Jeff York como Reno e Ray Danton como Nifty. O programa teve uma única temporada de 37 episódios de uma hora de duração nas noites de domingo. Embora ambientada em Skagway, Alasca, com foco na Corrida do Ouro de Klondike por volta de 1896, a série foi filmada no estúdio da Warner Bros. em Hollywood, com o elenco fantasiado com casacos de pele e chapéus. Moore achou o trabalho muito cansativo, e seu caso com Provine, longe das câmeras, complicou ainda mais as coisas. Mais tarde, Moore se referiu à experiência como sua "série de televisão mais terrível".
Posteriormente, ele apareceu como o personagem questionável "14 Karat John" no episódio de duas partes "Right Off the Boat" do drama policial da ABC/WB The Roaring 20s —ao lado de Rex Reason, John Dehner, Gary Vinson e Dorothy Provine — aparecendo em um papel semelhante, mas com um nome de personagem diferente.

#### Maverick(1960–1961)

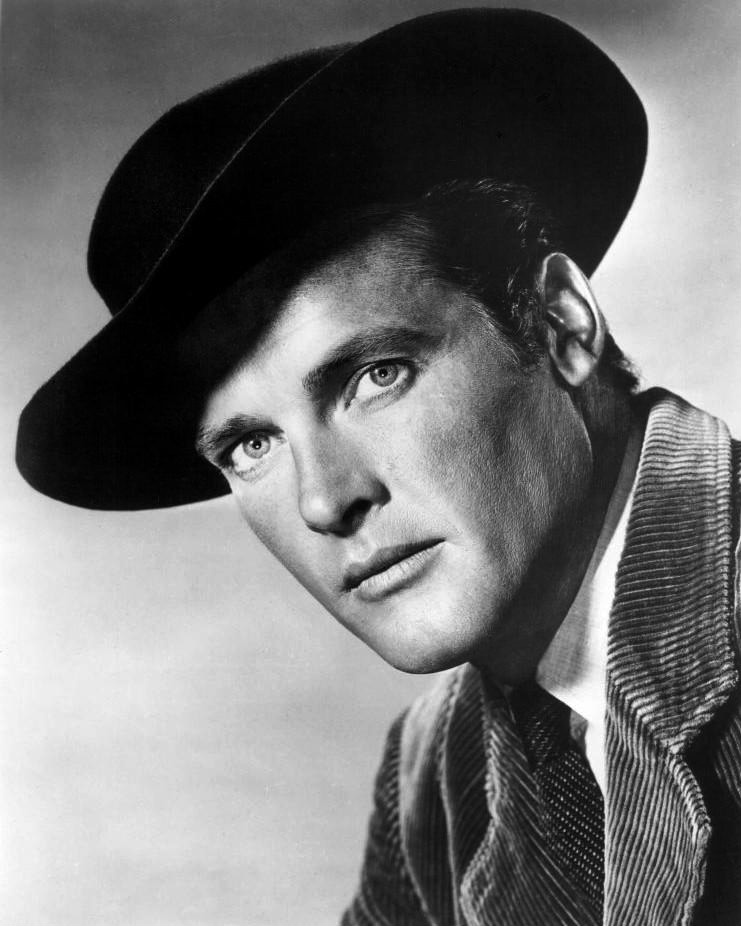
Moore como Beau Maverick

Após The Alaskans, Moore foi escalado como Beau Maverick, um primo com sotaque inglês dos jogadores de apostas Bret Maverick (James Garner), Bart Maverick (Jack Kelly) e Brent Maverick (Robert Colbert) na série de faroeste de muito mais sucesso da ABC/WB, Maverick.

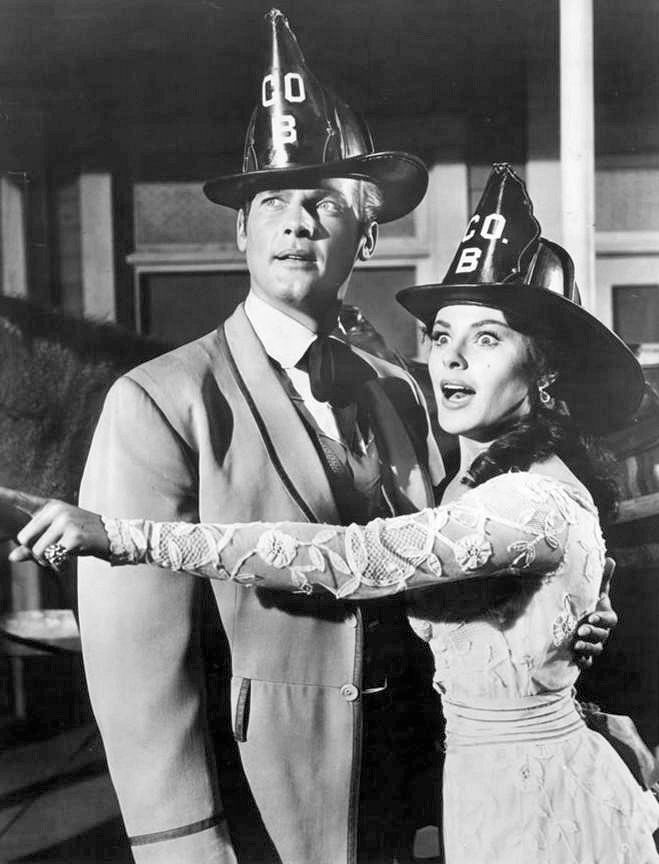
Moore e Kathleen Crowley em Maverick.

Moore apareceu como o personagem em 14 episódios depois que Garner deixou a série no final da temporada anterior, vestindo alguns dos trajes de Garner; enquanto filmava The Alaskans, ele já havia recitado muitos dos diálogos de Garner, pois a série Alaskan frequentemente reciclava roteiros de Maverick, mudando apenas os nomes e os locais. Ele também havia filmado um episódio de Maverick com Garner duas temporadas antes, no qual Moore interpretou um personagem diferente, em uma releitura da peça de comédia de costumes de Richard Brinsley Sheridan de 1775, The Rivals. No decorrer da história, os personagens de Moore e Garner trocaram de nome em uma aposta, com Moore consequentemente se identificando como "Bret Maverick" durante a maior parte do episódio.
A estreia de Moore como Beau Maverick ocorreu no primeiro episódio da quarta temporada de 1960-61, "The Bundle from Britain", um dos quatro episódios em que ele dividiu o tempo de tela com seu primo Bart (Jack Kelly). Robert Altman escreveu e dirigiu "Bolt from the Blue", um episódio com Will Hutchins como um advogado de fronteira semelhante ao seu personagem na série Sugarfoot, e "Red Dog" encontrou Beau envolvido com os cruéis assaltantes de banco Lee Van Cleef e John Carradine. Kathleen Crowley foi a protagonista de Moore em dois episódios ("Bullet for the Teacher" e "Kiz"), e outras incluíram Mala Powers, Roxane Berard, Fay Spain, Merry Anders, Andra Martin e Jeanne Cooper. Ao deixar a série, Moore citou o declínio na qualidade do roteiro desde a era Garner como o fator-chave em sua decisão de sair; as avaliações do programa também caíram. Moore estava originalmente programado para aparecer com Jack Kelly e Robert Colbert na série, mas quando Colbert estrelou seu primeiro episódio, Moore já havia deixado a série. No entanto, existem inúmeras fotos publicitárias antigas de Kelly, Moore e Colbert posando juntos.
Moore ainda estava sob contrato com a Warner, que o escalou para The Sins of Rachel Cade (1961), fazendo amor com uma freira interpretada por Angie Dickinson, e Gold of the Seven Saints (1961), coadjuvante de Clint Walker. Ele também foi para a Itália para fazer a comédia de aventura Romulus and the Sabines (1961).

### The Saint(1962–1969)

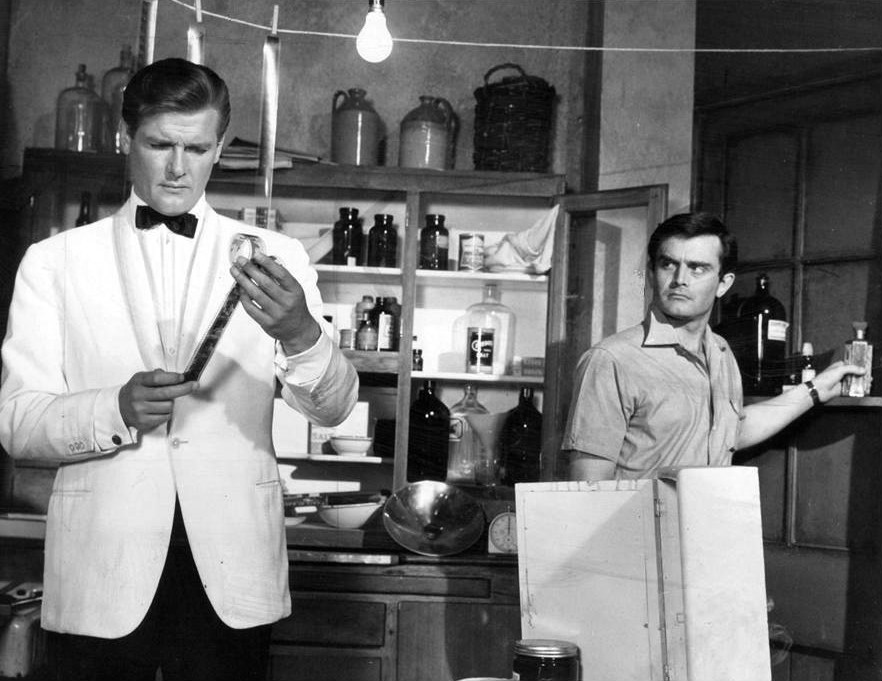
Roger Moore (à esquerda) com Earl Green em The Saint.

Lew Grade escalou Moore como Simon Templar em uma nova adaptação de The Saint, baseada nos romances de Leslie Charteris. Moore disse em uma entrevista em 1963 que queria comprar os direitos do personagem de Leslie Charteris e as marcas registradas. A série de televisão foi transmitida pela ITV no Reino Unido entre 1962 e 1969, e seu sucesso no exterior tornou Moore um nome conhecido. Após o bom desempenho das duas primeiras temporadas nos EUA na distribuição de primeira exibição, a NBC adquiriu o programa em 1966. No início de 1967, Moore alcançou o estrelato internacional. A série consolidou seu estilo suave e brincalhão, que ele levou para James Bond, e também o viu exibir sua sobrancelha levantada, sua marca registrada. Francis Blagburn escreve no The Telegraph:
| “ | A sobrancelha erguida é talvez o gesto facial mais difícil de aperfeiçoar no arsenal de um cavalheiro. Se acertar, você dará a impressão de alguém que está no controle total; se errar, você parecerá, bem, Dwayne "The Rock" Johnson (e ninguém quer isso). Sir Roger escreveu o livro sobre como levantar uma sobrancelha... como Simon Templar, ele friamente infere [sic] que ele sabe, e ele sabe que você sabe que ele sabe. | ” |

The Saint foi exibido a partir de 1962 por seis temporadas e 118 episódios. Moore dirigiu nove episódios da série posterior, que passou a ser colorida em 1967. Vários episódios foram editados juntos para formar dois filmes, The Saint and the Fiction Makers (1968) e Vendetta for the Saint (1969).

### Filmes pós-SainteThe Persuaders!(1969–1972)
Ele fez dois filmes logo após o fim da série: Crossplot (1969), um filme leve de espionagem, e o mais desafiador The Man Who Haunted Himself (1970). Dirigido por Basil Dearden, deu a Moore a oportunidade de demonstrar maior versatilidade do que o papel de Simon Templar havia permitido. Em 2004, Moore disse sobre The Man Who Haunted Himself : "Foi uma das poucas vezes que me permitiram atuar... Muitos dizem que meu melhor papel foi em The Man Who Haunted Himself . Sendo um ator modesto, não vou discordar." Em uma cena do filme, seu personagem diz: "Espionagem não é tudo James Bond em Serviço Secreto de Sua Majestade."

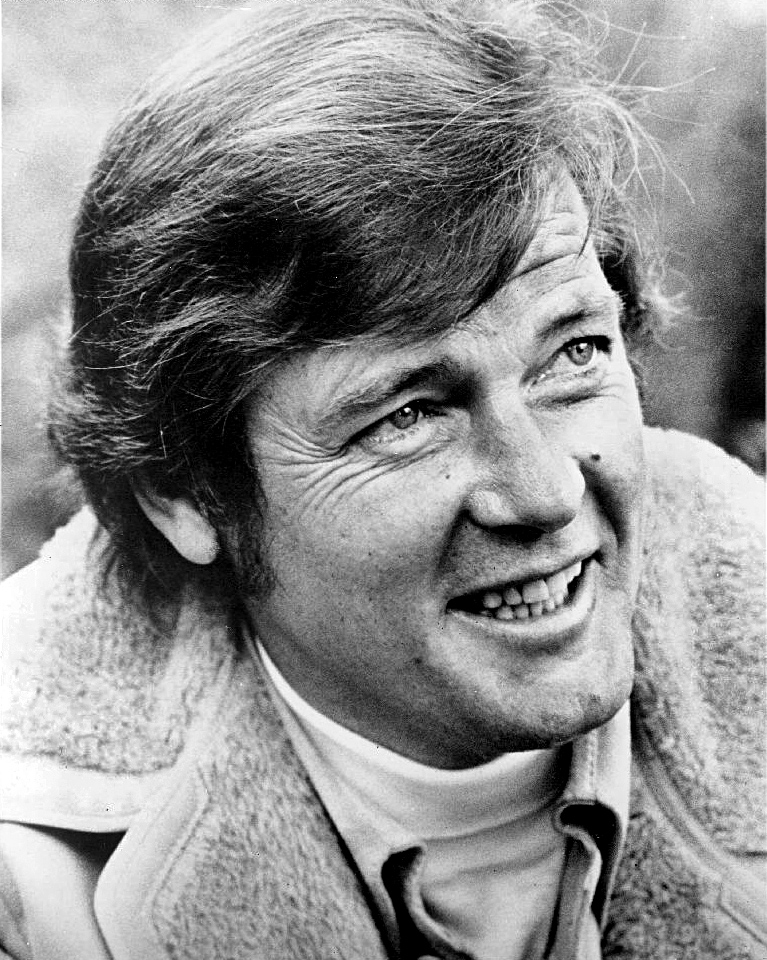
Moore em 1971

Lew Grade atraiu Moore para estrelar ao lado de Tony Curtis em The Persuaders!. O show contava as aventuras de dois playboys milionários pela Europa. Moore recebeu a então inédita quantia de £ 1 milhão por uma única série, tornando-se o ator de televisão mais bem pago do mundo. Lew Grade afirmou em sua autobiografia, Still Dancing, que Moore e Curtis "não se deram muito bem". Curtis recusou-se a passar mais tempo no set do que o estritamente necessário, enquanto Moore estava sempre disposto a trabalhar horas extras. De acordo com o comentário do DVD, nem Roger Moore, um coprodutor não creditado, nem Robert S. Baker, o produtor creditado, jamais tiveram um contrato além de um aperto de mão com Lew Grade.
Apesar de seu foco nos mercados do Reino Unido e dos EUA, The Persuaders! tornou-se mais bem-sucedido em outros mercados internacionais. Em sua estreia na rede ITV, foi superado em audiência pelas reprises de Monty Python's Flying Circus na BBC One. No entanto, ficou entre as 20 séries de televisão mais vistas no Reino Unido ao longo de 1971. A falta de sucesso nos EUA, onde foi vendido para a ABC, Curtis atribuiu à sua exibição no horário de sábado às 22h, mas foi bem-sucedido na Europa continental e na Austrália. Na Alemanha, onde a série foi ao ar sob o nome Die Zwei ("Os Dois"), ela se tornou um sucesso por conta de uma dublagem especialmente divertida, que utilizou apenas traduções do diálogo original.

### Era James Bond (1973–1985)

#### Moore como Bond
O Bond de Moore era muito diferente da versão criada por Ian Fleming e daquela interpretada por Connery. Roteiristas como George MacDonald Fraser criaram cenários nos quais Moore interpretava um playboy experiente e elegante que sempre tinha um truque ou dispositivo em estoque quando precisava. Este projeto foi criado para atender ao gosto contemporâneo da década de 1970. A versão de Bond de Moore também era conhecida por seu senso de humor e frases espirituosas; como o próprio Moore disse: "Minha personalidade é diferente dos Bonds anteriores. Não sou aquele tipo de assassino a sangue frio. É por isso que o interpreto principalmente para rir." Moore disse, sobre sua decisão de deixar o papel de James Bond, que "Não foi por causa da questão física, pois eu ainda podia jogar tênis por duas horas por dia e fazer um treino de uma hora todas as manhãs. Fisicamente eu estava bem, mas facialmente comecei a parecer... bem, as protagonistas eram jovens o suficiente para serem minhas netas e isso se torna nojento." Em sua opinião, ele parecia velho demais para "andar com mulheres de vinte e poucos anos sem parecer assustador."

#### Live and Let Die(1973)

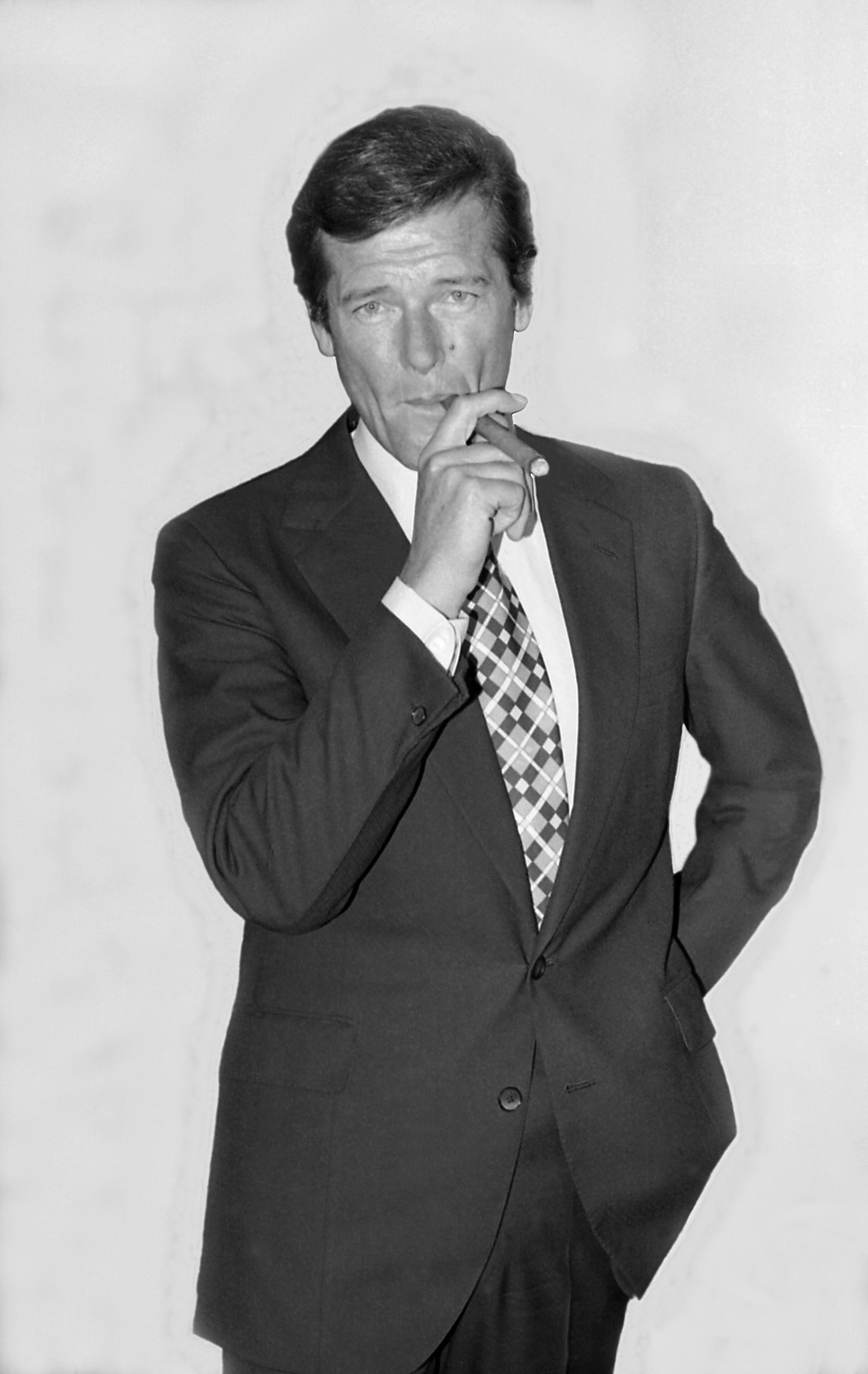
Moore em 1973

Devido ao seu compromisso com vários programas de televisão, em particular The Saint, Roger Moore não esteve disponível para os filmes de James Bond por um tempo considerável. Sua participação em The Saint foi como ator, produtor e diretor, e também se envolveu no desenvolvimento da série The Persuaders!. Em 1964, ele fez uma aparição especial como James Bond na série de comédia Mainly Millicent. Moore declarou em sua autobiografia My Word Is My Bond (2008) que ele não havia sido abordado para interpretar o personagem em Dr. No, nem sentia que já havia sido considerado. Somente depois que Sean Connery declarou em 1966 que não interpretaria mais Bond, Moore percebeu que poderia ser um candidato ao papel. Depois que George Lazenby foi escalado para 007 - On Her Majesty's Secret Service de 1969, e Connery foi atraído de volta ao papel de Bond em Diamonds Are Forever (1971), Moore não considerou a possibilidade até que ficou claro que Connery havia deixado o papel de Bond para sempre. Com os Persuasores! tendo sido cancelado devido à baixa audiência nos EUA, Moore foi abordado e aceitou a oferta do produtor Albert Broccoli em agosto de 1972. Em sua autobiografia, Moore escreve que teve que cortar o cabelo e perder peso para o papel. Embora se ressentisse de ter que fazer essas mudanças, ele finalmente foi escalado como James Bond em Live and Let Die (1973). Com 44 anos quando foi escalado para o papel, Moore continua sendo o ator mais velho a interpretar Bond.
Moore então fez Gold (1974), baseado em um romance de Wilbur Smith para o produtor Michael Klinger e o diretor Peter R. Hunt. Ele recebeu US$ 200.000 mais uma porcentagem dos lucros.

#### The Man with the Golden Gun(1974)
Moore fez seu segundo filme de Bond, The Man with the Golden Gun (1974), que foi um sucesso, embora menos bem-sucedido que Live and Let Die. O filme contou com Christopher Lee como o principal antagonista. Também aparecem Britt Ekland, Herve Villechaize e Maud Adams. Ele então fez uma comédia That Lucky Touch (1975), que foi um desastre de bilheteria. Moore fez um filme de ação italiano, Street People (1976), depois voltou para a África do Sul para outro filme de Klinger-Hunt baseado em um romance de Wilbur Smith, Shout at the Devil (1976), que foi um sucesso na Grã-Bretanha, embora menor nos EUA. Lee Marvin era um membro do elenco principal. Ian Holm também foi destaque, assim como Barbara Parkins.

#### The Spy Who Loved Me(1977)
Moore retornou para uma terceira atuação como Bond em The Spy Who Loved Me (1977), que foi um grande sucesso de bilheteria. Também estrelou Barbara Bach e Richard Kiel em sua primeira aparição como o vilão Jaws. Ele retornou à África do Sul para um terceiro filme de ação filmado lá, The Wild Geese (1978), produzido por Euan Lloyd e dirigido por Andrew V. McLaglen. Foi um sucesso considerável na Grã-Bretanha e na Europa, mas, como Shout at the Devil, menos nos EUA. O elenco incluía Richard Burton, que teve o primeiro lugar no elenco, e Richard Harris.
Moore desempenhou o papel principal em Escape to Athena (1979), parcialmente financiado por Lew Grade. Foi uma aventura de assalto ambientada na Grécia em tempo de guerra, estrelada por Telly Savalas e David Niven, e apresenta principalmente atores americanos, incluindo Elliott Gould, Stefanie Powers, Richard Roundtree, Sonny Bono e a atriz italiana Claudia Cardinale. Roger Moore (com o maior faturamento) interpreta um charmoso ex-negociante de antiguidades austríaco que se torna um comandante de campo corrupto, encarregado de guardar antiguidades gregas desejadas pelo Terceiro Reich e também guardar a coleção de arqueólogos que são forçados a trabalhar para encontrar e recuperar esses objetos, mas ele tem outros planos para o tesouro que guarda e para as pessoas sob sua supervisão.

#### Moonraker(1979)

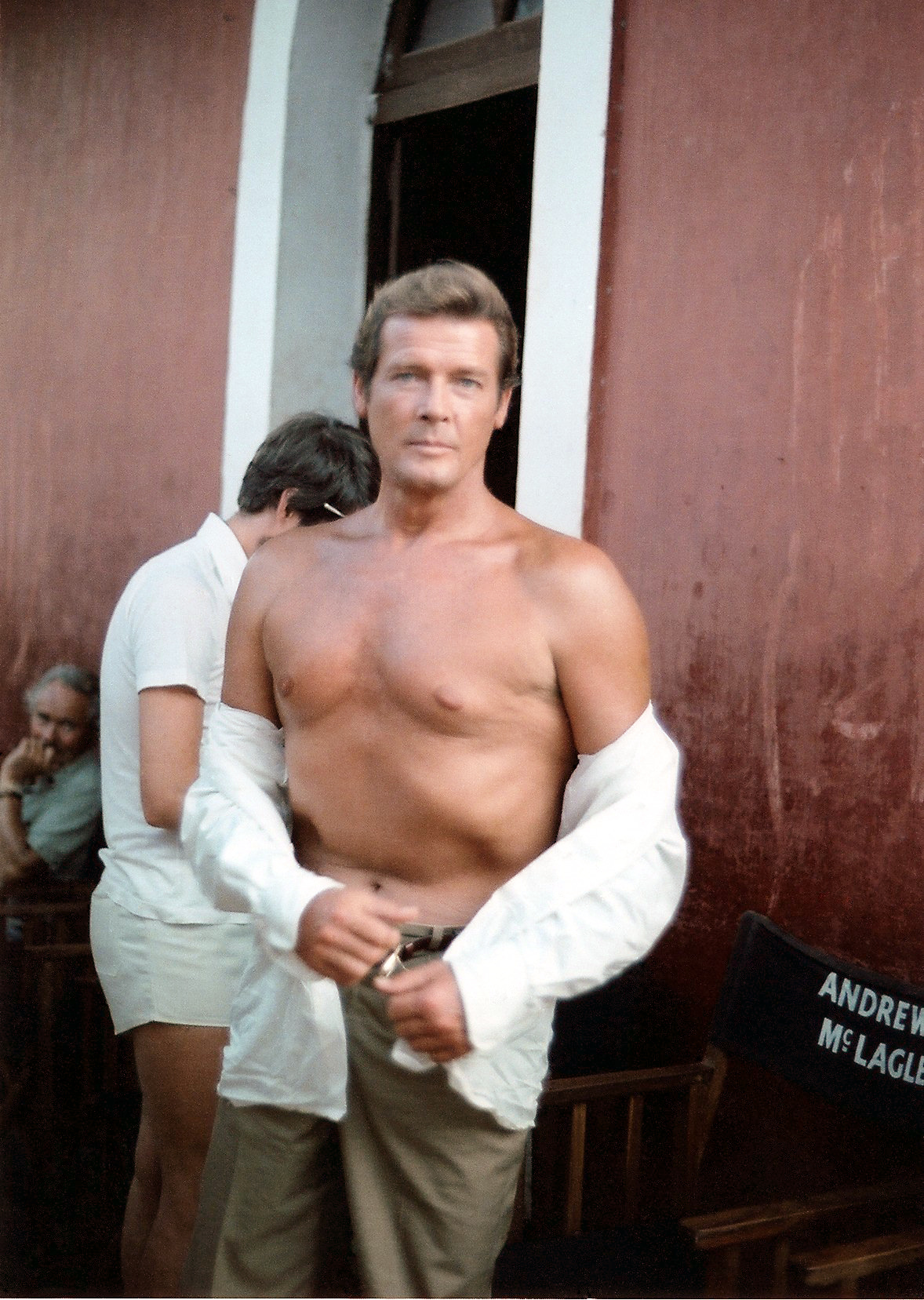
Roger Moore em 1979

Moore seguiu o sucesso de seu quarto papel como Bond, Moonraker (1979), com um filme de ação, North Sea Hijack (1980), também conhecido como ffolkes. Moore interpretou um herói nada parecido com Bond, ao lado de Anthony Perkins. O filme foi uma decepção de bilheteria.
Mais bem recebido foi The Sea Wolves (1980), outra aventura da Segunda Guerra Mundial que reuniu muitos membros da tripulação de The Wild Geese, incluindo Euan Lloyd e McLaglen. Foi baseado na história real de um evento ocorrido em março de 1943 na Índia Britânica e em Goa Portuguesa, no qual um grupo de membros aposentados da Calcutta Light Horse, comandados pelo personagem de David Niven, auxiliam agentes regulares do Exército Britânico, interpretados por Moore e Gregory Peck, na destruição de navios alemães no porto neutro de Mormugao, sempre cercados por espiões alemães e intrigas nacionalistas indianas. Trevor Howard, Patrick Macnee e Barbara Kellerman também coestrelam, com um elenco de atores britânicos de destaque.
Moore participou de duas comédias de sucesso: Sunday Lovers (1980), que fracassou nas bilheterias, e The Cannonball Run (1981), que foi um sucesso. Este último contou com um elenco que incluía Jackie Chan, Burt Reynolds, Dean Martin, Dom DeLuise, Sammy Davis Jr e Farrah Fawcett.

#### For Your Eyes Only(1981)
Moore retornou para sua quinta atuação como Bond em For Your Eyes Only (1981).

#### Octopussy(1983)
Após o filme For Your Eyes Only, Moore expressou o desejo de deixar o papel, e outros atores foram testados na tela, incluindo James Brolin, mas Moore acabou sendo atraído de volta para Octopussy (1983).
As circunstâncias em torno do lançamento de Octopussy foram altamente incomuns, pois outro filme de James Bond seria lançado no mesmo ano. Liderada pelo produtor de Thunderball, Kevin McClory (que manteve os direitos cinematográficos da propriedade porque o romance anterior de Ian Fleming, de 1961, foi baseado em um roteiro não filmado de 1959, produzido sob a égide de McClory, Jack Whittingham e Fleming), a produção não-Eon Never Say Never Again apresentou seu antecessor Sean Connery retornando ao papel de Bond. Embora seja equivalente a um remake solto de Thunderball, não foi ambientado na continuidade dos filmes anteriores de Bond da Eon. Isso levou a mídia a apelidar a situação única de "Batalha dos Títulos".
Ele fez uma participação especial como o Inspetor Chefe Clouseau, se passando por uma famosa estrela de cinema, em Curse of the Pink Panther (1983) (pelo qual foi creditado como "Turk Thrust II"). Depois ele tentou um thriller The Naked Face (1984), escrito e dirigido por Bryan Forbes.

#### A View to a Kill(1985)
Moore estrelou seu último filme de Bond, A View to a Kill (1985). Ele foi o ator mais velho a interpretar Bond – tinha 45 anos em Live and Let Die e 58 quando anunciou sua aposentadoria em 3 de dezembro de 1985, tendo interpretado o papel por mais de doze anos. Com sete filmes, Moore detém o recorde de interpretar Bond mais vezes na série Eon, mas está empatado com Sean Connery no número de vezes que interpretou Bond ao contar a aparição de Connery fora da Eon em Never Say Never Again (1983).
Em 1987, ele apresentou Happy Anniversary 007: 25 Years of James Bond.

### Carreira pós-James Bond (1986–2017)

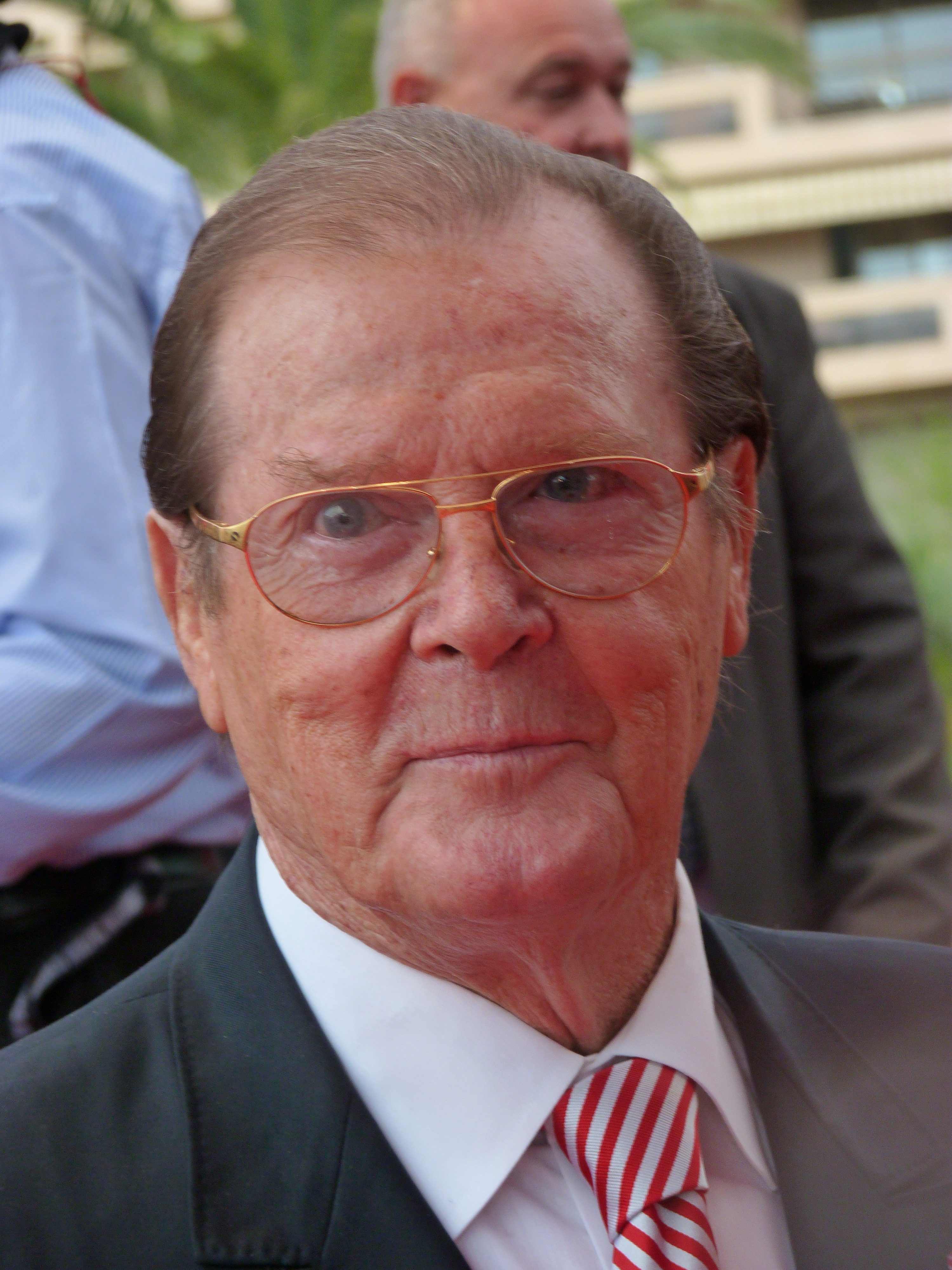
Moore em 2012

Moore não atuou na tela por cinco anos depois que parou de interpretar Bond; em 1990, ele apareceu em vários filmes e na série de televisão do escritor e diretor Michael Feeney Callan, My Riviera, e estrelou o filme Bed & Breakfast, que foi filmado em 1989; e também teve um grande papel no filme de 1996 The Quest; em 1997, ele estrelou como o chefe em Spice World. Aos 73 anos, ele interpretou um homem homossexual extravagante em Boat Trip (2002), com Cuba Gooding Jr.
O espetáculo satírico britânico de marionetes Spitting Image tinha um esquete em que sua imagem de Moore, feita de látex, quando solicitada por um diretor fora da tela a demonstrar emoções, não fazia nada além de levantar uma sobrancelha; o próprio Moore declarou que achou o esquete engraçado e o levou de bom humor. Na verdade, ele sempre abraçou a piada das "sobrancelhas" de todo o coração e brincou que "só tinha três expressões como Bond: sobrancelha direita levantada, sobrancelha esquerda levantada e sobrancelhas cruzadas quando agarrado por Jaws ". Spitting Image continuou a piada, apresentando uma paródia do filme de Bond, The Man with the Wooden Delivery, com o boneco de Moore recebendo ordens de Margaret Thatcher para matar Mikhail Gorbatchov. Outros programas de comédia da época ridicularizaram a atuação de Moore, com Rory Bremner certa vez alegando ter recebido uma ameaça de morte de um de seus fãs irados após uma dessas rotinas.
Em uma homenagem ao seu programa de TV dos anos 1960, Moore fez uma participação especial em The Saint (1997) como locutor de notícias de rádio enquanto Simon Templar vai embora no final do filme. No ano 2000, ele desempenhou o papel de um agente secreto no especial de Natal Victoria Wood with All the Trimmings, exibido na BBC One no dia de Natal. Filmando todas as suas cenas no London Eye, sua missão era eliminar outro agente cuja foto de arquivo se parece com Pierce Brosnan. Em 2002, ele teve uma pequena participação especial na série policial alemã Tatort (episódio 506: "Schatten" – "Shadow", 28 de julho de 2002), como ele mesmo dando um autógrafo em um cartão da Unicef.
No filme The Cannonball Run de 1981, Moore interpretou Seymour Goldfarb, uma paródia dele mesmo e de James Bond, dirigindo um Aston Martin DB5.
Em apoio ao seu trabalho de caridade para a UNICEF, Moore emprestou sua voz ao personagem do boneco de neve mágico, Lumi Ukko, para um longa-metragem de 1990 produzido pela Pavlina Ltd/FIT. O filme é apoiado pela UNICEF e é dedicado às "crianças do mundo". Um audiolivro intitulado The Magic Snowman and The Rusty Ice Skates conta com sua voz. Sua filha, a atriz Deborah Moore, narrou o livro em homenagem ao legado de seu pai e seu trabalho para a UNICEF. 20 por cento dos lucros do livro são prometidos à organização.
Em 2009, Moore apareceu em um anúncio dos Correios Britânicos. Em 2010, ele deu voz a um gato falante chamado Lazenby no filme Cats & Dogs: The Revenge of Kitty Galore, que continha diversas referências e paródias dos filmes de Bond. Em 2011, ele coestrelou o filme A Princess for Christmas com Katie McGrath e Sam Heughan, e em 2012 ele subiu ao palco para uma série de sete "Noites com" nos cinemas do Reino Unido e, em novembro, foi o apresentador convidado de Have I Got News for You. Moore, com o rosto um pouco mais magro, contribuiu para uma canção beneficente em 2017. Sua última atuação nas telas foi em 2017, uma breve aparição perto do final do remake de The Saint.
Em 2015, Moore foi nomeado um dos 50 homens britânicos mais bem vestidos pela GQ. Em 2015, ele leu "A Princesa e a Ervilha", de Hans Christian Andersen, para o aplicativo de contos de fadas infantis GivingTales, em prol da UNICEF, com outras celebridades britânicas, incluindo Michael Caine, Ewan McGregor, Joan Collins, Stephen Fry, Joanna Lumley, David Walliams, Charlotte Rampling, Paul McKenna e Michael Ball.

## Advocacia

### Trabalho humanitário
A amiga de Moore, Audrey Hepburn, impressionou-o com o seu trabalho para a UNICEF e, consequentemente, ele tornou-se Embaixador da Boa Vontade da UNICEF em agosto de 1991. Seu personagem, Simon Templar, fez uma proposta para a UNICEF perto do final de "The Revolution Racket", exibido em 5 de novembro de 1964. Ele foi a voz do Pai Natal no desenho animado da UNICEF de 2004, The Fly Who Loved Me.

### Bem-estar animal
Moore foi um defensor ativo das causas do bem-estar animal, principalmente em sua velhice. Ele trabalhou prolificamente ao lado da PETA na campanha contra o foie gras, narrando pequenas exposições em 2006 e 2012, além de aparecer em campanhas publicitárias, algumas das quais ele financiou pessoalmente. Ele também escreveu colunas em várias publicações e diretamente para políticos e empresas sobre o assunto. Pelos seus esforços, foi nomeado Pessoa do Ano da PETA UK em 2009. A campanha contra a Selfridges levou-os a interromper as vendas em 2009, enquanto outra empresa britânica (Creek Projects Investments Ltd) encerrou os planos de construir uma grande unidade de produção de foie gras na China em 2012, em resposta à defesa de Moore.
Moore também expressou preocupação com questões de bem-estar dos animais selvagens. Ele aumentou publicamente a conscientização sobre as condições de vida de Morgan, uma orca capturada na natureza que havia sido levada para cativeiro, além de liderar com sucesso a campanha para proibir o uso de animais selvagens em circos britânicos. Ele era um crítico ferrenho da caça desportiva; em resposta à morte do leão Cecil, um incidente que provocou indignação global, o The Telegraph publicou um artigo de opinião de Moore: 
| “ | A caça "esportiva" é uma doença, uma perversão e um perigo, e deve ser reconhecida como tal. Pessoas que se "divertem" caçando e matando animais indefesos só podem estar sofrendo de um transtorno mental. Sabemos que devemos proteger os mais vulneráveis e indefesos da sociedade, não destruí-los – muito menos obter prazer com isso. Felizmente, aqueles de nós com consciência ficam horrorizados com a ideia de abater animais por uma questão de emoção ou de uma foto. O interesse pela caça na Grã-Bretanha e em outros lugares está em constante declínio, visto que pessoas decentes preferem fazer trilhas, tirar fotos, andar de caiaque e, em geral, aproveitar a vida ao ar livre sem matar outros seres. | ” |

## Vida pessoal

### Doorn Van Steyn
Em 1946, aos 18 anos, Moore casou-se com uma colega da RADA, a atriz e patinadora no gelo Doorn Van Steyn (nascida Lucy Woodard), que era seis anos mais velha; Moore e Van Steyn viviam em Streatham com sua família, mas a tensão sobre questões financeiras e sua falta de confiança em sua habilidade de atuação prejudicaram o relacionamento, durante o qual ele supostamente sofreu violência doméstica.

### Dorothy Squires
Em 1952, Moore conheceu a cantora galesa Dorothy Squires, que era 12 anos mais velha, e Van Steyn e Moore se divorciaram no ano seguinte. Squires e Moore se casaram em Nova York. Eles viveram em Bexley, Kent, depois do casamento.
Eles se mudaram para os Estados Unidos em 1954 para desenvolver suas carreiras, mas a tensão se desenvolveu em seu casamento devido à diferença de idade e à paixão de Moore pela estrela Dorothy Provine, e eles se mudaram de volta para o Reino Unido em 1961, onde residiram em Sutton Coldfield, perto de Birmingham. Squires sofreu uma série de abortos espontâneos durante o casamento, e Moore disse mais tarde que o resultado do casamento poderia ter sido diferente se eles tivessem conseguido ter filhos.
Durante seu tempestuoso relacionamento, Squires quebrou uma guitarra na cabeça e, após saber de seu caso com a atriz italiana Luisa Mattioli, que mais tarde se tornou a terceira esposa de Moore, Moore disse: "Ela jogou um tijolo na minha janela. Ela estendeu a mão pelo vidro, agarrou minha camisa e cortou os braços fazendo isso... A polícia veio e disse: 'Senhora, você está sangrando' e ela disse: 'É meu coração que está sangrando'." Squires interceptou cartas de Mattioli para Moore e planejou incluí-las em sua autobiografia, mas o casal ganhou liminares contra a publicação em 1977, o que levou Squires a processá-los sem sucesso por perda de rendimentos. Os numerosos processos judiciais movidos por Squires levaram-na a ser declarada litigante vexatória em 1987. Moore pagou as contas do hospital de Squires após seu tratamento contra o câncer em 1996; ela morreu em 1998.

### Luisa Mattioli

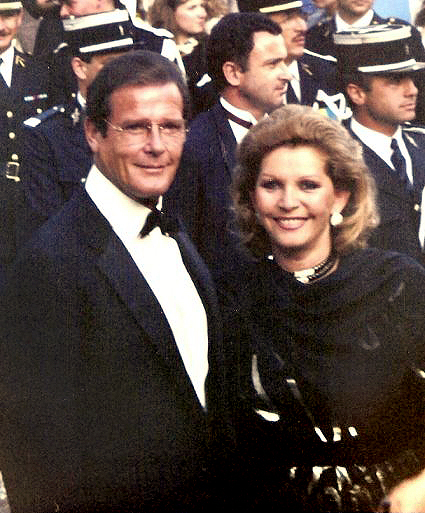
Moore no Festival de Cinema de Cannes de 1989 com a esposa Luisa Mattioli.

Em 1961, durante as filmagens de The Rape of the Sabine Women na Itália, Moore deixou Squires pela atriz italiana Luisa Mattioli. Squires recusou-se a aceitar a separação e processou Moore pela perda dos direitos conjugais, mas Moore recusou a ordem do tribunal para regressar a Squires em 28 dias. Squires também quebrou janelas de uma casa na França onde Moore e Mattioli moravam e processou sem sucesso o ator Kenneth More por difamação, já que More havia apresentado Moore e Mattioli em um evento de caridade como "Sr. Roger Moore e sua esposa". Moore e Mattioli viveram juntos até 1969, quando Squires finalmente lhe concedeu o divórcio, depois de terem estado separados durante sete anos. No casamento de Moore e Mattioli, em abril de 1969, no Caxton Hall em Westminster, Londres, uma multidão de 600 pessoas estava do lado de fora, com mulheres gritando seu nome.
Moore teve três filhos com Mattioli: a atriz Deborah Moore (nascida em 27 de outubro de 1963) e dois filhos, Geoffrey (nascido em 28 de julho de 1966) e Christian (nascido em 23 de agosto de 1973). Geoffrey também é ator e apareceu ao lado de seu pai nos filmes Sherlock Holmes in New York (1976) e Fire, Ice and Dynamite (1990). Mais tarde, ele foi cofundador do Hush Restaurant em Mayfair, Londres, com Jamie Barber, e lançou um single em 2023 sob o nome de Jaffa Moore chamado "You and I", que contou com vocais da falecida atriz de Glee, Naya Rivera, e incluiu uma série de estrelas no videoclipe imitando a música. Geoffrey e sua esposa Loulou têm duas filhas. O filho mais novo de Moore, Christian, é produtor de cinema e tem quatro filhos: uma filha de seu primeiro casamento com Heidi Moore e dois filhos e uma filha de seu segundo casamento com Lara Sidawi.

### Kristina "Kiki" Tholstrup
Moore e Mattioli se separaram em 1993 depois que Moore desenvolveu sentimentos por uma socialite dinamarquesa nascida na Suécia, Kristina "Kiki" Tholstrup. Moore mais tarde descreveu seu diagnóstico de câncer de próstata em 1993 como "transformador de vida", o que o levou a reavaliar sua vida e seu casamento. Mattioli e Tholstrup eram amigas de longa data, mas Mattioli foi mordaz com ela no livro que escreveu posteriormente sobre seu relacionamento com Moore, Nothing Lasts Forever, descrevendo como ela se sentiu traída por Tholstrup e descartada por Moore.
Moore permaneceu em silêncio sobre seu divórcio de Mattioli, dizendo mais tarde que não queria machucar seus filhos "se envolvendo em uma guerra de palavras". Os filhos de Moore recusaram-se a falar com ele durante um período após o divórcio, mas mais tarde reconciliaram-se com o pai. Mattioli recusou-se a conceder o divórcio a Moore até 2000, quando foi acordado um acordo de £ 10 milhões. Moore posteriormente se casou com Tholstrup em 2002. Moore disse que amava Tholstrup porque ela era "organizada", "serena", "amorosa" e "calma", dizendo: "Tenho uma vida difícil. Confio totalmente em Kristina. Quando viajamos a trabalho, ela é quem faz as malas. Kristina cuida de tudo isso". Moore também disse que seu casamento com Tholstrup era "um relacionamento tranquilo, não há discussões". Tholstrup teve dois filhos, Hans-Christian Knudsen Jr. e Christina Knudsen, de um casamento anterior; Christina descreveu seu padrasto como uma influência positiva, dizendo: "Eu estava em relacionamentos difíceis, mas tudo mudou" quando sua mãe conheceu Moore. Christina Knudsen morreu de câncer em 25 de julho de 2016, aos 47 anos; Moore escreveu: "Estamos com o coração partido" e "Estávamos todos com ela, envolvendo-a com amor, no final".

## Ideologia política

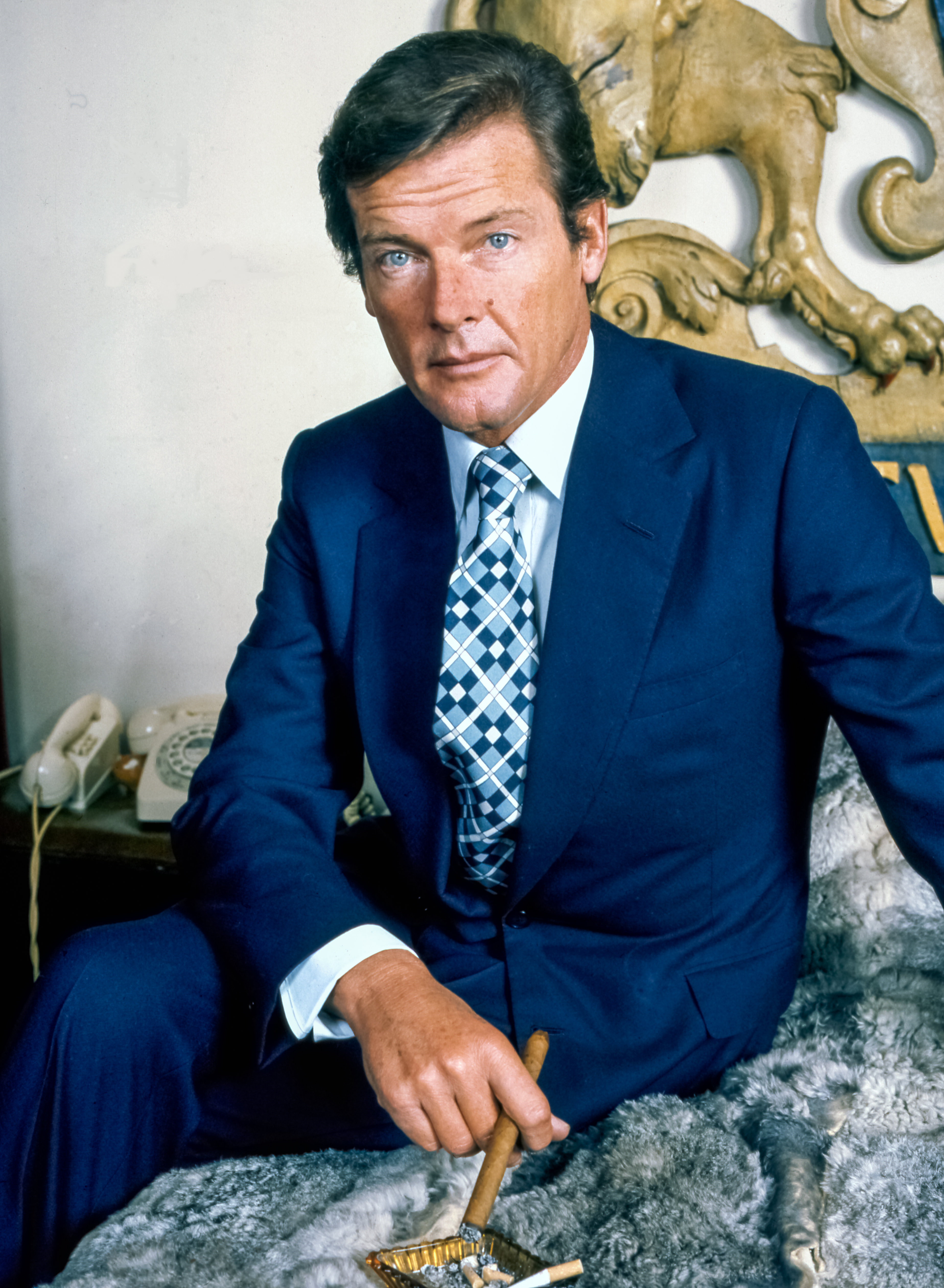
Moore em 1973 por Allan Warren.

Sobre política, Moore afirmou que era conservador e pensava que o conservadorismo é a maneira de governar um país. Ele foi descrito como um apoiador "vitalício" do Partido Conservador e apoiou o partido durante as eleições gerais de 2001. No entanto, Moore também expressou relutância em ser visto como uma figura abertamente política e sentiu que o seu trabalho com a UNICEF significava que não podia envolver-se diretamente na política.
Em 2011, Moore expressou seu apoio ao primeiro-ministro conservador David Cameron em relação à sua política sobre a União Europeia, afirmando: "Acho que ele está indo muito bem, apesar da oposição de muitos membros de seu próprio partido. Traidores, eu os chamo. Refiro-me a qualquer linha-dura dentro do Partido Conservador que se manifeste contra seu líder. Você deve apoiar seu líder."
Moore também expressou apoio à Grã-Bretanha para manter a libra esterlina como sua moeda nacional e ficou feliz que o governo britânico não tivesse aderido à moeda única da UE, afirmando: "Eu teria ficado muito chateado se tivéssemos que tirar a Rainha da nossa moeda. Eles provavelmente teriam que tirá-la dos selos e tudo mais. Eu sou britânico e sou ferozmente independente. E acho que deveríamos ser independentes, como Sean Connery é em relação à Escócia."
Em 2015, Moore criticou o que considerou um excesso de correção política na indústria cinematográfica e sentiu que reescrever a sexualidade, o gênero ou a etnia de James Bond seria um erro, argumentando que "não se trata de ser homofóbico ou, nesse caso, racista - é simplesmente sobre ser fiel ao personagem". Moore manteve-se membro do sindicato de entretenimento e mídia BECTU (agora parte do Prospect) até sua morte, tendo ingressado como aprendiz de técnico de animação antes de sua carreira de ator decolar. Na sua morte, ele era o membro mais antigo do sindicato. Em 2007, Moore também expressou seu apoio aos trabalhadores da fábrica de chocolate Cadbury em Keynsham que protestavam contra o fechamento da fábrica.

## Exílio fiscal
Moore se tornou um exilado fiscal do Reino Unido em 1978, originalmente na Suíça, e dividiu seu ano entre suas quatro casas: um apartamento em Monte Carlo, uma casa de férias na cidade costeira toscana de Castiglione della Pescaia, um chalé em Crans-Montana, Suíça, e uma casa em Saint-Paul-de-Vence, França. Moore tornou-se residente de Mônaco, tendo sido nomeado Embaixador da Boa Vontade de Mônaco pelo Príncipe Alberto II por seus esforços na promoção e divulgação internacional do principado. Moore foi mordaz em relação à população russa em Mônaco, dizendo: "Receio que estejamos lotados de russos. Todos os menus dos restaurantes agora estão em russo."
Moore foi vocal em sua defesa de seu status de exilado fiscal, dizendo que na década de 1970, com impostos cobrados sobre os que mais ganham sob o governo trabalhista de James Callaghan, ele foi instado por seus "contadores, agentes e advogados" a se mudar para o exterior porque, "Naquela época, éramos taxados em até 98% sobre a renda não auferida, então você nunca seria capaz de economizar o suficiente para garantir que tivesse qualquer tipo de sustento se não trabalhasse." Moore disse em 2011 que sua decisão de viver no exterior "não era sobre impostos. Essa é uma parte séria disso. Volto para a Inglaterra com frequência suficiente para não sentir falta, para ver as mudanças, para achar algumas das mudanças boas... Eu paguei meus impostos na época em que estava ganhando uma renda decente, então paguei o que me era devido".

## Doença e morte
Moore teve uma série de doenças durante sua infância, incluindo varicela, sarampo, caxumba, pneumonia dupla e icterícia, e teve seu apêndice, amígdalas e adenoides removidos.
Moore sofria de pedras nos rins há muito tempo e, como resultado, foi brevemente hospitalizado durante a produção de Viva e Deixe Morrer em 1973 e novamente durante as filmagens do filme Moonraker de 1979. Enquanto filmava a perseguição de barco em Live and Let Die, Moore bateu uma lancha e sofreu uma fratura no dente e uma concussão. Durante as filmagens de The Spy Who Loved Me, Moore sofreu queimaduras nas nádegas durante uma explosão de cadeira.
Em 1993, Moore foi diagnosticado com câncer de próstata e passou por um tratamento bem-sucedido para a doença.

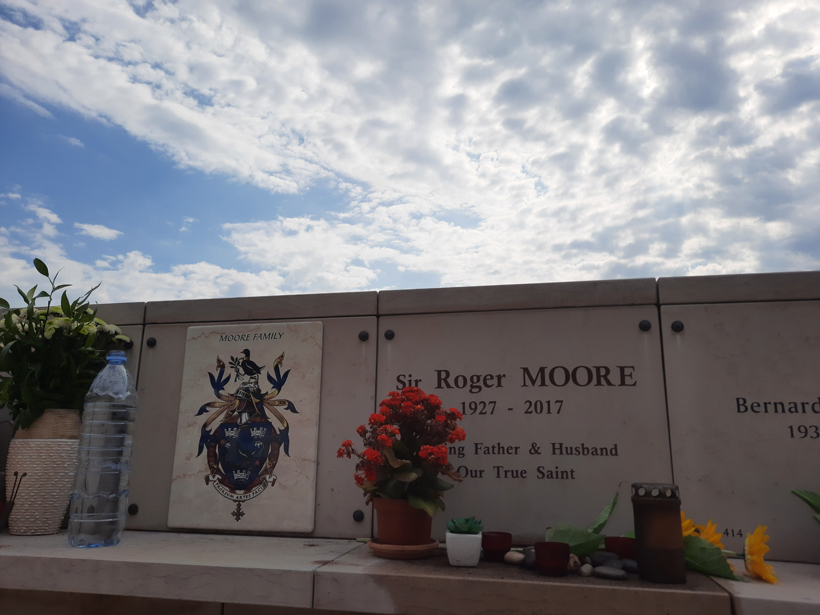
O túmulo de Roger Moore no Cemitério de Mônaco

Em 2003, Moore desmaiou no palco enquanto se apresentava na Broadway, e foi equipado com um marcapasso para tratar um batimento cardíaco lento potencialmente mortal. Ele foi diagnosticado com diabetes tipo 2 em 2013. Alguns anos antes de sua doença final, o câncer, um tumor foi encontrado em seu fígado. Depois, em 2017, durante o período em que estava em tratamento contra o câncer, ele caiu e machucou gravemente a clavícula.
Moore morreu na presença de sua família em sua casa em Crans-Montana, Suíça, em 23 de maio de 2017, de câncer de pulmão e fígado. Ele foi enterrado no Cemitério de Mônaco.

## Círculos reais
Moore tinha amizades com alguns membros da família real da Dinamarca; o príncipe Joaquim e sua então esposa Alexandra, Condessa de Frederiksborg, convidaram Moore e sua esposa Kiki para comparecer ao batizado de seu filho mais novo, o príncipe Felix. Em 2004, ele compareceu ao casamento de Frederico, príncipe herdeiro da Dinamarca, e Mary Donaldson. Em 24 de maio de 2008, Moore e sua esposa compareceram ao casamento do príncipe Joaquim com sua noiva francesa, Marie Cavallier.
Moore também tinha uma longa amizade com a Princesa Liliana da Suécia, que ele conheceu em uma visita a Estocolmo para a UNICEF. A esposa de Moore, Kristina, que nasceu na Suécia, já era amiga da Princesa Liliana por meio de amigos em comum. Em sua autobiografia, Moore relembrou que encontrava a princesa para tomar chá e jantar sempre que ele e sua esposa visitavam Estocolmo. Ele falou sobre suas lembranças no serviço memorial da princesa na Igreja de São Pedro e São Sigfrid em Estocolmo, em 8 de setembro de 2013.
Em 1 e 2 de julho de 2011, Moore e sua esposa compareceram ao casamento de Alberto II, Príncipe de Mônaco e Charlene Wittstock.

## Prêmios e legado
"A maioria das pessoas escolhe Sir Roger Moore ou Sir Sean Connery como seu Bond favorito. Por que Moore? Porque ele era a encarnação de Bond, e mais um pouco. Ele era o inglês por excelência, algo entre o cavalheiro e o bobo da corte – um provocador astuto, sentimental e suave. Ele lidou com o tom do papel perfeitamente, posicionando sua interpretação em algum lugar entre o kitsch exagerado de [Pierce Brosnan] e a frieza ardente de Connery. O 007 de Moore era, em uma palavra, divertido: nunca acima de uma risada irônica, de preferência com um Martini seco na mão."

— Francis Blagburn ao The Telegraph, maio de 2017.
Moore foi nomeado Comandante da Ordem do Império Britânico (CBE) nas Honras de Ano Novo de 1999 e foi promovido a Cavaleiro Comandante da Ordem do Império Britânico (KBE) nas Honras de Aniversário de 2003 por serviços de caridade, especialmente à UNICEF e, mais recentemente, à Kiwanis International, que dominaram sua vida pública por mais de uma década. Ao ser nomeado cavaleiro, Moore disse que a citação "significou muito mais para mim do que se a tivesse recebido por agir... Fiquei orgulhoso porque a recebi em nome da UNICEF como um todo e por tudo o que ela conquistou ao longo dos anos".
Em 11 de outubro de 2007, três dias antes de completar 80 anos, Moore recebeu uma estrela na Calçada da Fama de Hollywood por seu trabalho na televisão e no cinema. Estiveram presentes na cerimônia familiares, amigos e Richard Kiel, com quem atuou em The Spy Who Loved Me e Moonraker . A estrela de Moore foi a 2.350ª estrela instalada e está apropriadamente localizada em 7007 Hollywood Boulevard.
Em 28 de outubro de 2008, o governo francês nomeou Moore Comandante da Ordem das Artes e das Letras. Em 21 de novembro de 2012, Moore recebeu um doutorado honorário da Universidade de Hertfordshire por suas contribuições excepcionais à indústria cinematográfica e televisiva britânica por mais de 50 anos, em particular produções cinematográficas e televisivas em Hertfordshire.
Após sua morte, o Roger Moore Stage foi inaugurado no Pinewood Studios em uma cerimônia realizada em outubro de 2017 para celebrar sua vida e obra. Sua esposa e família estavam presentes junto com os produtores de Bond, Michael G Wilson e Barbara Broccoli.
No filme My Dinner with Hervé de 2018, Moore foi interpretado pelo ator Mark Umbers.
Por seu trabalho de caridade
- 2012: Prêmio UNICEF do Reino Unido pelo Conjunto da Obra[139]
- 2007: Prêmio de Inspiração Dag Hammarskjöld (UNICEF) [140]
- 2004: Prêmio Humanitário Audrey Hepburn da UNICEF[141]
- 2003: Cruz de Mérito Federal Alemã (Bundesverdienstkreuz) pelo seu trabalho na UNICEF[142]:275 [143]
- 2003: Cavaleiro Comandante da Ordem do Império Britânico (KBE)
- 1999: Comandante da Ordem do Império Britânico (CBE)

Prêmios por conquistas ao longo da vida
- 2008: Comendador da Ordem Nacional Francesa das Artes e Letras (Ordre national des Arts et des Lettres)
- 2007: Calçada da Fama de Hollywood
- 2004: TELEKAMERA (Prêmio "Tele Tydzień" pelo Conjunto de sua Obra, Polônia)
- 2002: Festival de TV de Monte Carlo (Prêmio pelo Conjunto da Obra)
- 2001: Prêmio pelo Conjunto da Obra (Festival de Cinema, Jamaica)
- 1997: Festival de Cinema de Palm Springs, EUA, Prêmio pelo Conjunto da Obra
- 1995: TELE GATTO (TV Italiana; Prêmio pelo Conjunto da Obra)
- 1991: GOLDEN CAMERA (TV Alemã; Prêmio Conjunto da Obra )
- 1990: BAMBI (Prêmio pelo Conjunto da Obra da revista alemã BUNTE)

Por sua atuação
- 1981: OTTO (Estrela de Cinema Mais Popular; da revista alemã BRAVO)
- 1980: Prêmio Henrietta do Globo de Ouro de Melhor Filme do Mundo – Masculino.[144]
- 1980: Prêmio Saturno (Artista Internacional Mais Popular)
- 1973: BAMBI (compartilhado com Tony Curtis por "The Persuaders", da revista alemã BUNTE)
- 1973: MELHOR ATOR DE TV, prêmio da revista francesa TELE-7-JOURS, compartilhado com Tony Curtis por "The Persuaders"
- 1967: PRÊMIO ONDAS (TV Espanhola por "O Santo")
- 1967: OTTO (estrela de TV mais popular por "O Santo"; da revista alemã BRAVO)

## Na cultura popular
Roger Moore é controversamente creditado como inspirador do sorvete Walls Magnum. Na década de 1960, ele teria dito que seu único desejo seria um sorvete de chocolate no palito. Walls criou este produto e enviou um para Moore. Mais tarde, em 1989, eles lançaram o Magnum, que agora é a marca de sorvete mais vendida do mundo.

## Filmografia

### Papéis em filmes
| Ano  | Título                                   | Papel                            | Notas                     |
| ---- | ---------------------------------------- | -------------------------------- | ------------------------- |
| 1945 | Perfect Strangers                        | Sailor                           | Não creditado             |
| 1945 | Caesar and Cleopatra                     | Roman Soldier                    | Não creditado             |
| 1946 | Gaiety George                            | Audience Member                  | Não creditado             |
| 1946 | Piccadilly Incident                      | Guest at Pearson's Table         | Não creditado             |
| 1949 | Paper Orchid                             | Extra                            | Não creditado             |
| 1949 | Trottie True                             | Stage Door Johnny                | Não creditado             |
| 1949 | The Interrupted Journey                  | Soldier in Paddington Café       | Não creditado             |
| 1951 | One Wild Oat                             | Extra                            | Não creditado             |
| 1951 | Honeymoon Deferred                       | Ornithologist on Train           | Não creditado             |
| 1954 | The Last Time I Saw Paris                | Paul                             | [ 146 ]                   |
| 1955 | Interrupted Melody                       | Cyril Lawrence                   |                           |
| 1955 | The King's Thief                         | Jack                             | [ 146 ]                   |
| 1956 | Diane                                    | Henrique II da França            | [ 146 ]                   |
| 1959 | The Miracle                              | Captain Michael Stuart           | [ 146 ]                   |
| 1961 | The Sins of Rachel Cade                  | Paul Wilton                      | [ 146 ]                   |
| 1961 | Gold of the Seven Saints                 | Shaun Garrett                    | [ 146 ]                   |
| 1962 | Romulus and the Sabines                  | Romulus                          | [ 146 ]                   |
| 1962 | No Man's Land                            | Enzo Prati                       |                           |
| 1968 | The Fiction Makers                       | Simon Templar                    |                           |
| 1969 | Vendetta for the Saint                   | Simon Templar                    | [ 146 ]                   |
| 1969 | Crossplot                                | Gary Fenn                        | [ 146 ]                   |
| 1970 | The Man Who Haunted Himself              | Harold Pelham                    | [ 146 ]                   |
| 1973 | Live and Let Die                         | James Bond                       | [ 146 ]                   |
| 1974 | Gold                                     | Rod Slater                       | [ 146 ]                   |
| 1974 | The Man with the Golden Gun              | James Bond                       | [ 146 ]                   |
| 1975 | That Lucky Touch                         | Michael Scott                    | [ 146 ]                   |
| 1976 | Street People                            | Ulysses                          | [ 146 ]                   |
| 1976 | Shout at the Devil                       | Sebastian Oldsmith               | [ 146 ]                   |
| 1976 | Sherlock Holmes in New York              | Sherlock Holmes                  | [ 146 ]                   |
| 1977 | The Spy Who Loved Me                     | James Bond                       | [ 146 ]                   |
| 1978 | The Wild Geese                           | Lieutenant Shaun Fynn            | [ 146 ]                   |
| 1979 | Escape to Athena                         | Major Otto Hecht                 | [ 146 ]                   |
| 1979 | Moonraker                                | James Bond                       | [ 146 ]                   |
| 1979 | North Sea Hijack                         | Rufus Excalibur ffolkes          | [ 146 ]                   |
| 1980 | The Sea Wolves                           | Captain Gavin Stewart            | [ 146 ]                   |
| 1980 | Sunday Lovers                            | Harry Lindon                     | [ 146 ]                   |
| 1981 | The Cannonball Run                       | Seymour Goldfarb Jr              | [ 146 ]                   |
| 1981 | For Your Eyes Only                       | James Bond                       | [ 146 ]                   |
| 1983 | Octopussy                                | James Bond                       | [ 146 ]                   |
| 1983 | Curse of the Pink Panther                | Chief Inspector Jacques Clouseau | [ 146 ]                   |
| 1984 | The Naked Face                           | Dr. Judd Stevens                 | [ 146 ]                   |
| 1985 | A View to a Kill                         | James Bond                       | [ 146 ]                   |
| 1987 | The Magic Snowman                        | Lumi Ukko, the Snowman           | Papel de voz              |
| 1990 | Fire, Ice and Dynamite                   | Sir George Windsor               | [ 146 ]                   |
| 1990 | Bullseye!                                | Sir John Bevistock               | [ 146 ]                   |
| 1992 | Bed & Breakfast                          | Adam                             | [ 146 ]                   |
| 1995 | The Man Who Wouldn't Die                 | Thomas Grace                     | Também produtor executivo |
| 1996 | The Quest                                | Lord Edgar Dobbs                 | [ 146 ]                   |
| 1997 | Spice World                              | The Chief                        | [ 146 ]                   |
| 1997 | The Saint                                | Radio Announcer                  | Papel de voz              |
| 2001 | The Enemy                                | Superintendent Robert Ogilvie    | [ 146 ]                   |
| 2002 | On Our Own Vesna                         | Roger Moore                      |                           |
| 2002 | Boat Trip                                | Lloyd Faversham                  | [ 146 ]                   |
| 2004 | The Fly Who Loved Me                     | Father Christmas                 | Papel de voz              |
| 2006 | Here Comes Peter Cottontail: The Movie   | January Q. Irontail              | Papel de voz              |
| 2008 | Agent Crush                              | Burt Gasket                      | Papel de voz              |
| 2009 | The Wild Swans                           | Archbishop                       | Papel de voz              |
| 2010 | Cats & Dogs: The Revenge of Kitty Galore | Tab Lazenby                      | Papel de voz              |
| 2011 | The Lighter                              | George Boreman                   | Papel de voz              |
| 2011 | A Princess for Christmas                 | Edward, Duke of Castlebury       | [ 147 ]                   |
| 2013 | Incompatibles                            | Roger Moore                      |                           |
| 2016 | The Carer                                | Roger Moore                      |                           |
| 2017 | The Saint                                | Jasper                           | Último papel              |

### Papéis na televisão
| Ano       | Título                               | Papel                    | Notas                                         |
| --------- | ------------------------------------ | ------------------------ | --------------------------------------------- |
| 1949      | The Governess                        | Bob Drew                 | Filme de TV                                   |
| 1949      | A House in the Square                | John Anstruther          | Filme de TV                                   |
| 1950      | Drawing-Room Detective               | Unknown                  | BBC TV, 27 de maio de 1950                    |
| 1953      | Robert Montgomery Presents           | French Diplomat          | Episódio: "World by the Tail"                 |
| 1953      | The Clay of Kings                    | Josiah Wedgwood          | Filme de TV                                   |
| 1953      | Julius Caesar                        | Unknown                  | Filme de TV                                   |
| 1953      | Black Chiffon                        | Unknown                  | Filme de TV                                   |
| 1956      | Ford Star Jubilee                    | Billy Mitchell           | Episódio: "This Happy Breed"                  |
| 1956      | Goodyear Playhouse                   | Patrick Simmons          | Episódio: "A Murder Is Announced"             |
| 1957      | Assignment Foreign Legion            | Legionnaire Paul Harding | Episódio: "The Richest Man in the Legion"     |
| 1957      | Lux Video Theatre                    | Gavin                    | Episódio: "The Taggart Light"                 |
| 1957      | NBC Matinee Theater                  | Randolph Churchill       | Episódio: "The Remarkable Mr. Jerome"         |
| 1958–1959 | Ivanhoe                              | Ivanhoe                  | Todos os 39 episódios                         |
| 1959      | The Third Man                        | Jimmy Simms              | Episódio: "The Angry Young Man"               |
| 1959      | Alfred Hitchcock Presents            | Inspector Benson         | Temporada 4, episódio 24: "The Avon Emeralds" |
| 1959–1960 | The Alaskans                         | Silky Harris             | Todos os 37 episódios                         |
| 1959–1961 | Maverick                             | Beau Maverick            | 16 episódios                                  |
| 1961      | 77 Sunset Strip                      | Radio Announcer          | Voz; Episódio: "Vacation with Pay"            |
| 1961      | The Roaring 20's                     | 14 Karat John            | 2 episódios                                   |
| 1962–1969 | The Saint                            | Simon Templar            | Todos os 118 episódios                        |
| 1964      | Mainly Millicent                     | James Bond               | Episódio: "17 July 1964"                      |
| 1965      | The Trials of O'Brien                | Roger Taney              | Episódio: "What Can Go Wrong"                 |
| 1971–1972 | The Persuaders!                      | Lord Brett Sinclair      | Todos os 24 episódios                         |
| 1977–1978 | Laugh-In                             | Roger Moore              | 4 episódios                                   |
| 1999      | The Dream Team                       | Desmond Heath            | 4 episódios                                   |
| 2000      | Victoria Wood with All the Trimmings | Roger Moore              | Especial de Natal                             |
| 2002      | Alias                                | Edward Poole             | Episódio: "The Prophecy"                      |
| 2002      | Tatort                               | Roger Moore              | Episódio: "Schatten"                          |
| 2005      | Foley & McColl: This Way Up          | Butler                   | Filme de TV                                   |
| 2014      | The Life of Rock with Brian Pern     | George Lazenby           | Episódio: "The Day of the Triffids"           |
| 2016      | Car SOS                              | Roger Moore              | Episódio: "Volvo P1800"                       |

## Publicações
O livro de Moore sobre as filmagens de Live and Let Die, baseado em seus diários, intitulado Roger Moore como James Bond: Roger Moore's Own Account of Filming Live and Let Die, foi publicado em Londres em 1973, pela Pan Books. O livro inclui um agradecimento a Sean Connery, de quem Moore foi amigo por muitos anos: "Gostaria também de agradecer a Sean Connery, com quem isso não teria sido possível."
A Autobiografia de Moore: My Word is My Bond (ISBN 0061673889) foi publicado pela Collins nos EUA, em novembro de 2008, e pela Michael O'Mara Books Ltd no Reino Unido, em 2 de outubro de 2008 (ISBN 9781843173182).
Em 16 de outubro de 2012, Bond on Bond foi publicado para marcar o 50º aniversário dos filmes de James Bond. O livro, com muitas imagens, é baseado nas próprias memórias, pensamentos e anedotas de Moore sobre todas as coisas 007, com parte dos lucros do livro indo para a UNICEF.

## Livros
- Roger Moore as James Bond: Roger Moore's Own Account of Filming Live and Let Die. [S.l.]: Pan Books. 1973. ISBN 9780330236539
- My Word Is My Bond: The Autobiography. [S.l.]: Michael O'Mara. 2008. ISBN 9781843173878
- Bond on Bond: The Ultimate Book on 50 Years of Bond Movies. [S.l.]: Michael O'Mara. 2012. ISBN 9781843178613
- Last Man Standing: Tales from Tinseltown. [S.l.]: Michael O'Mara. 2014. ISBN 9781782432074. (publicado como One Lucky Bastard nos Estados Unidos)
- À bientôt …. [S.l.]: Michael O'Mara. 2017. ISBN 9781782438618